# Turista
Un turista es aquella persona que se traslada de su entorno habitual a otro punto geográfico, estando ausente de su lugar de residencia habitual más de 24 horas y realizando pernoctación en el otro punto geográfico.
Las características que lo definen como turista no responden a un solo aspecto, por ejemplo, el cultural. Aquella persona que visita distintos puntos de su país, o del planeta, y que lo hace para aprender más  o para aumentar su conocimiento cultural es turista. Sin embargo, una persona que visita por motivos de salud, puede cumplir con otras características que lo definen como turista, y sin embargo, no visitó un lugar para aumentar su conocimiento, ni para aprender más.
Todo individuo que se moviliza de un lugar a otro es considerado viajero. Entre la figura de "viajero" podemos distinguir al "visitante" de los "otros viajeros". Es visitante el que viaja a un lugar fuera de su entorno habitual y no lleva a cabo en el destino una actividad remunerada por residentes.
Entre los visitantes podemos distinguir a los turistas y a los excursionistas, y la única característica que los diferencia es si pernoctan o no en el destino.
El carácter lucrativo no es determinante para la clasificación de la actividad como de turismo. De hecho, el turismo de negocios es lucrativo para el individuo considerado turista, y no por ello deja de ser considerado como tal, ni de realizar actividades turísticas.
Para la identificación del entorno habitual se considera la frecuencia con que se viaja a determinada localidad o región, y la distancia entre el origen y el destino. Sin embargo, frecuencia y distancia no son conceptos exhaustivos, siendo todavía difusos.
Por ejemplo, si una persona vive en Madrid, pero trabaja en Barcelona, aunque haya una distancia considerable, cada vez que visita Barcelona, no se lo considera turista sino visitante aunque realice pernoctación, ya que se encuentra dentro de su entorno habitual.

## Tendencias en el turismo
- Turismo sostenible: El turismo sostenible es una tendencia en alza, donde los turistas buscan experiencias que minimicen el impacto negativo en el medio ambiente y fomenten el desarrollo económico y social de las comunidades locales. Esto incluye la preferencia por alojamientos ecoamigables, transporte sostenible, turismo de naturaleza y participación en actividades de conservación.
- Turismo de experiencias: Los turistas están buscando cada vez más experiencias únicas y auténticas. Esto implica participar en actividades culturales, aprender habilidades locales, interactuar con la comunidad y sumergirse en la vida cotidiana de los destinos visitados. Los turistas desean vivir memorias significativas y enriquecedoras, alejándose de los enfoques tradicionales del turismo.
- Tecnología en el turismo: La tecnología ha revolucionado la forma en que los turistas planifican y disfrutan de sus viajes. El uso de aplicaciones móviles, realidad virtual y aumentada, inteligencia artificial y asistentes de voz se ha vuelto común en el turismo. Los turistas pueden buscar información, reservar alojamientos, explorar destinos y recibir recomendaciones personalizadas, lo que mejora su experiencia general.
- Turismo gastronómico: La gastronomía se ha convertido en un factor importante para los turistas. Muchos viajeros buscan probar la comida local auténtica, participar en degustaciones y tours culinarios, e incluso aprender a cocinar platos tradicionales. El turismo gastronómico impulsa la economía local, promueve la preservación de tradiciones culinarias y ofrece una experiencia cultural inmersiva.
- Turismo de bienestar: Cada vez más turistas están enfocando sus viajes[5] en el bienestar personal. Buscan destinos que ofrezcan actividades relajantes, como retiros de yoga y meditación, spas, terapias holísticas y contacto con la naturaleza. El turismo de bienestar fomenta la relajación, el equilibrio y el rejuvenecimiento físico y mental.
- Turismo de aventura: Los turistas buscan emociones y experiencias llenas de adrenalina. Actividades como el senderismo, el buceo, el paracaidismo, el surf y la escalada son cada vez más populares. Los turistas desean explorar paisajes naturales impresionantes y desafiarse a sí mismos físicamente, en busca de emociones y recuerdos duraderos.